# Companhia Hidroelétrica São Patrício
A Companhia Hidroelétrica São Patrício (CHESP) é uma empresa brasileira de distribuição de energia com sede na cidade de Ceres, Goiás. A área de concessão são os municípios de Carmo do Rio Verde, Ceres, Ipiranga de Goiás, Jaraguá (Povoado de Monte Castelo), Nova Glória, Rialma, Rianápolis, Santa Isabel, São Patrício e Uruana.